# Clelea plumbeola
Clelea plumbeola es una especie de polilla de la familia Zygaenidae.
Fue descrita científicamente por Hampson en 1892.